# Bronco Buster

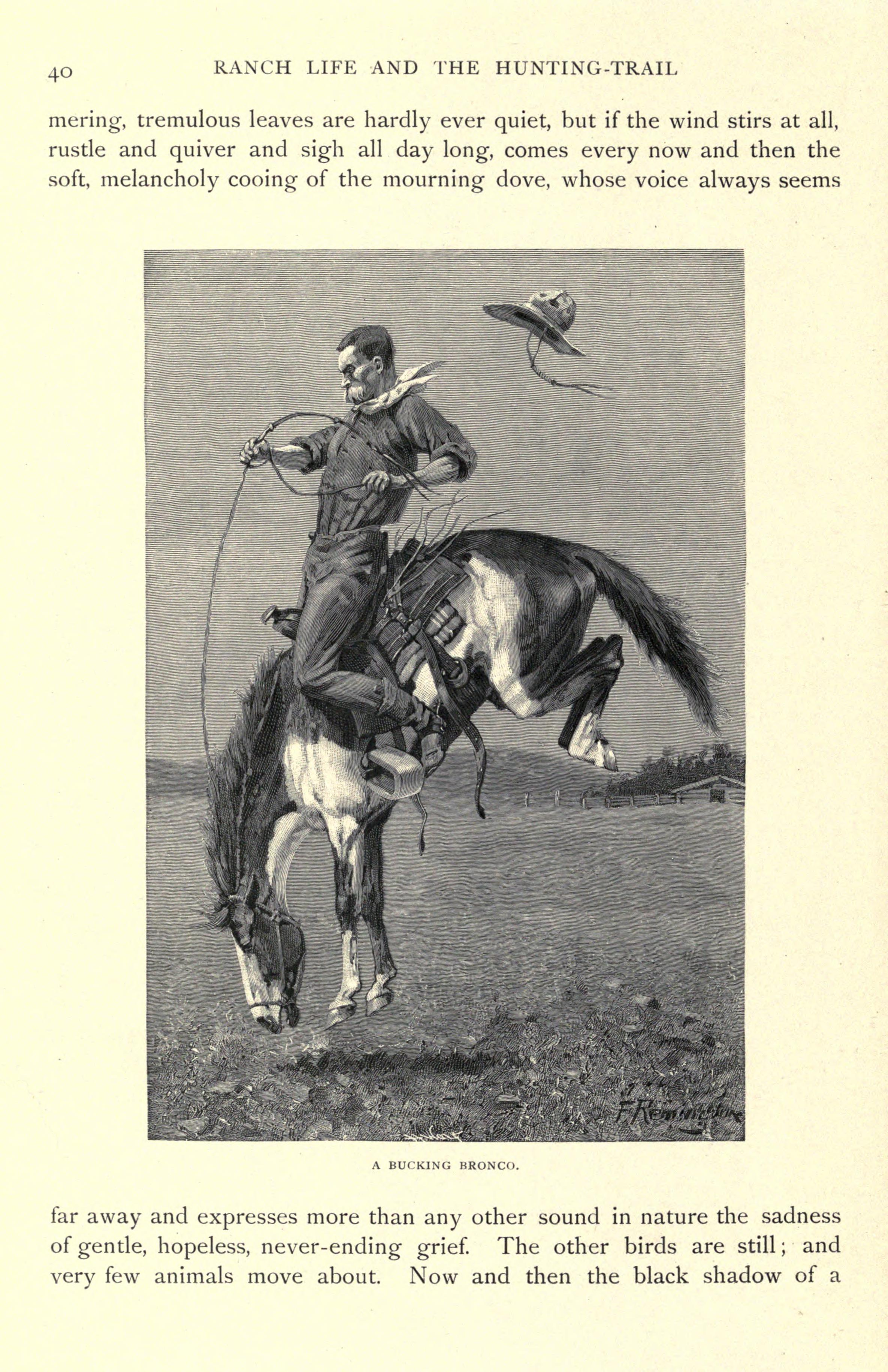
Illustration till Theodore Roosevelts Ranch Life and the Hunting Trail från 1888: A bucking bronco", sidan 40

Bronco Buster är en statyett av den amerikanske konstnären Frederic Remington, som modellerades 1895. Motivet är en cowboy som tämjer en bakåtkastande häst i den amerikanska Västern. Ryttaren sitter på en oinriden häst, som för första gången är sadlad. Ryttaren har en piska i höger hand och håller i manen och i tyglarna med vänster hand. Den finns i två storlekar: en mindre från 1898 och en något större från omkring 1909.
Skulpturen är inspirerad av verk av den ryske skulptören Jevgenij Lancere, vars skulpturer Frederic Remington kommit i kontakt med på en utställning i Philadelphia 1876. Remington hade arbetat på rancher i Wyoming och skissat teckningar på cowboys och indianer, varav han använde en del i tidskriftsartiklar. Han illustrerade också Theodore Roosevelts bok Ranch Life and the Hunting Trailfrån 1888, som gjorde honom känd, varav en var teckningen A bucking bronco. I ett brev till Owen Wister omkring januari 1895 skisserade han skulpturen Bronco Buster och beskrev sina planer att övergå från målning till skulpturer i brons.
År 1892 gjorde han en studieresa till Tsarryssland för att beundra Jevgenij Lanseres arbeten. Tre år senare modellerade han Bronco buster, som var hans första hästskulptur och som blev hans mest kända.
Frederic Remington gjorde omkring 1904 oljemålningen A Cold Morning on the Range på samma tema.
En uppförstorad Bronco Buster restes 2000 i Manawa i Wisconsin.

## Skulptur i Vita huset
Skulpturen har gjutits i flera exemplar, först i sandform av "Henry-Bonnard Bronze Company" i New York, och senare i förlorat vax av Roman Bronze Works i New York. Rough Riders, Theodore Roosevelts frivilligtrupp från Spansk-amerikanska kriget 1898, gav ett exemplar 1885 till Roosevelt. Denne hade statyetten på spiselkransen i Norra rummet i sitt hem Sagamore Hill i Oyster Bay i delstaten New York till sin död 1919. 
Ett exemplar finns i Vita husets samlingar. Detta exemplar är ett ur den ursprungliga första serien från 1898 och donerades till Vita huset av ett par privatpersoner från Kentucky 1973 under Richard Nixons presidenttid. Statyetten har funnits i Ovala rummet under presidenterna Gerald Fords, Jimmy Carters, Ronald Reagans, George H.W. Bushs, Bill Clintons, George W. Bushs, Barack Obamas och Donald Trumps tid. Ronald Reagan och George H.W. Bush hade också den liknande statyetten The Rattlesnake av Frederic Remington i Oval Office Study.
Joe Biden hade ingen av Frederic Remingtons statyetter i Oval Office. Däremot fanns där en annan ryttarstatyett, nämligen Swift Messenger av Allan Houser från 1950, vilken avbildar en galopperande apachekrigare. Bronsstatyetten lånades in till Vita Huset från National Museum of the American Indian.

## Bildgalleri överBronco Busteri Ovala rummet och Oval Office Study

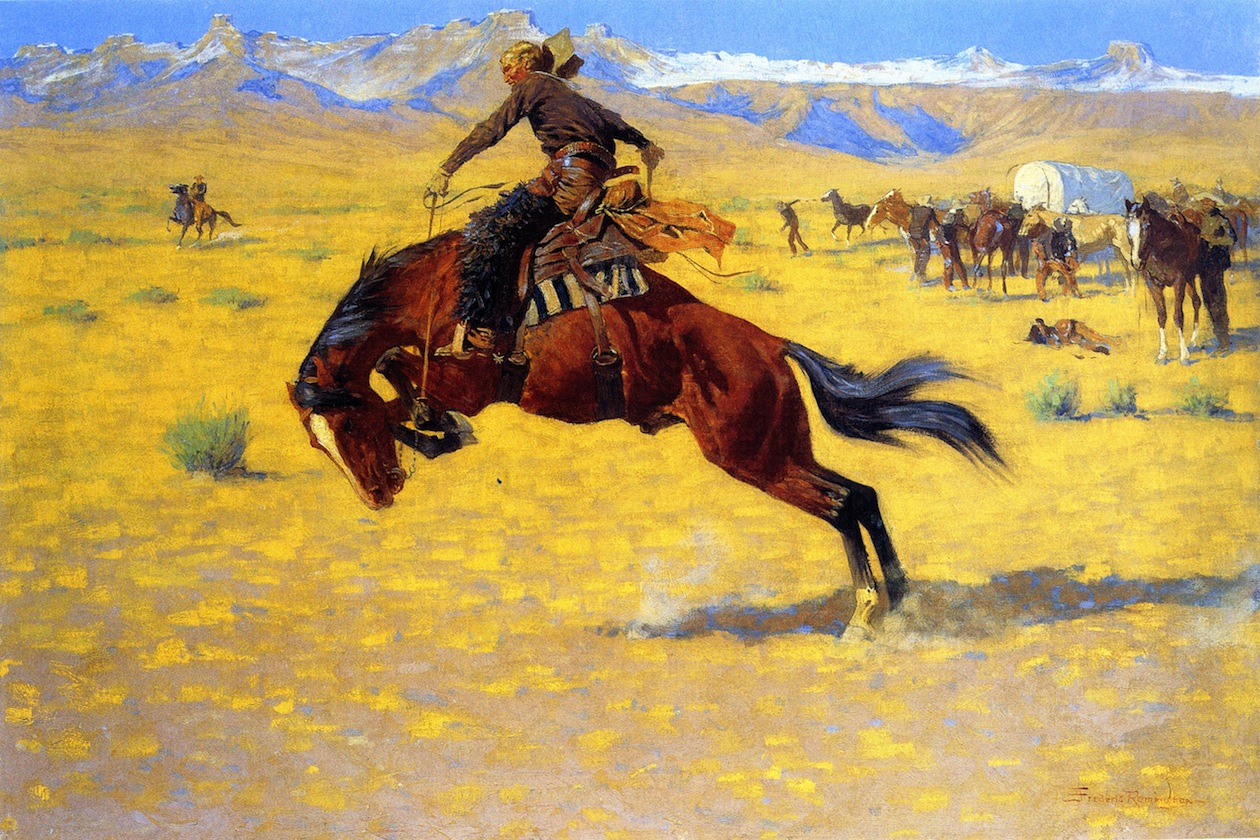
Oljemålningen A Cold Morning on the Ranch från omkring 1904
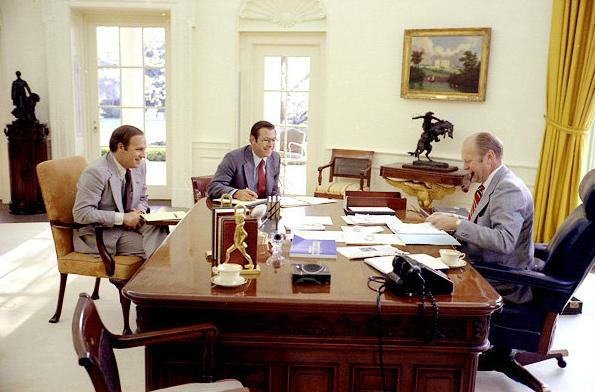
Gerald Ford tillsammans med Dick Cheney och Donald Rumsfeld, den 22 april 1975. Foto: David Hume Kennerl
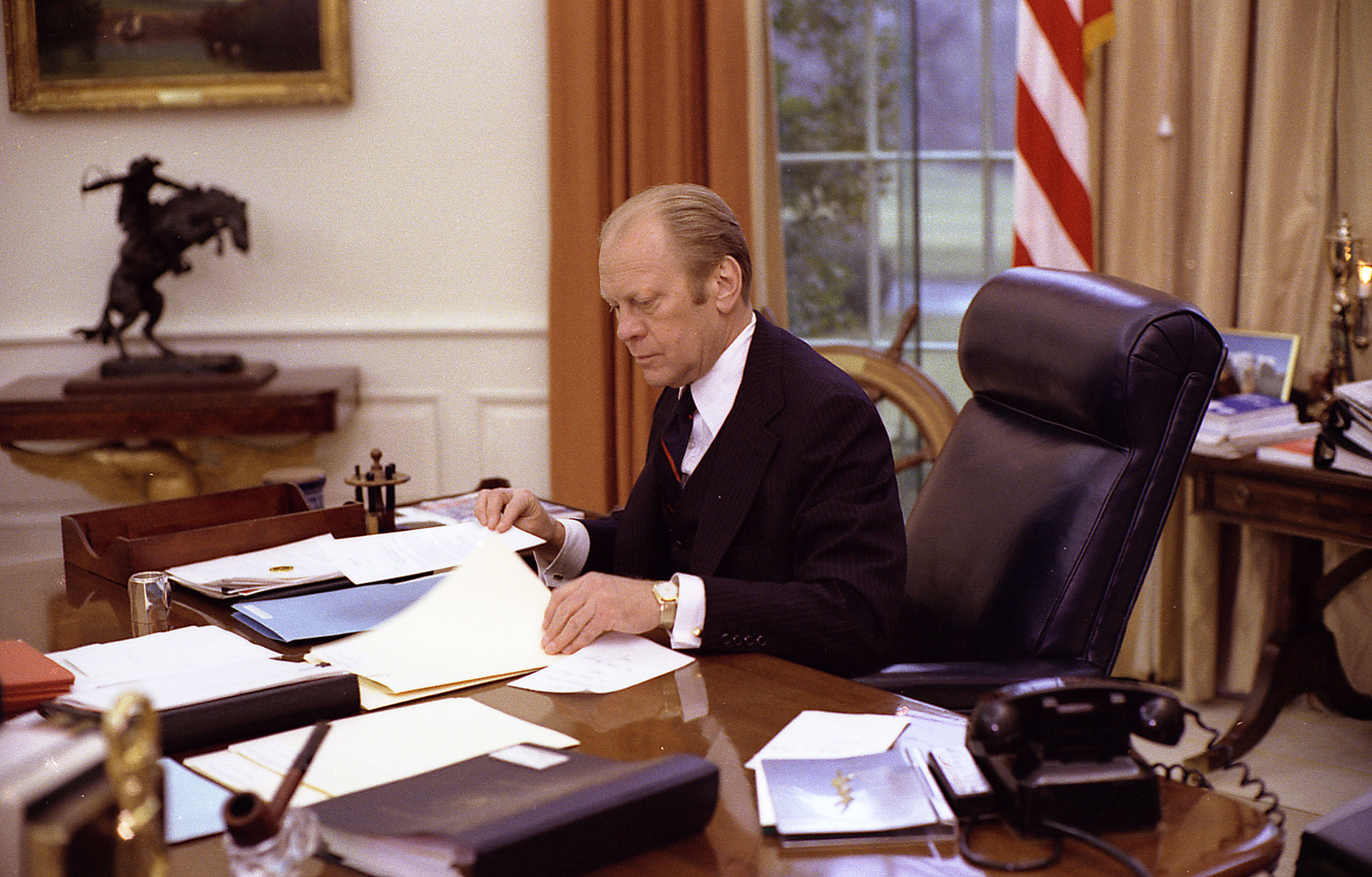
Gerald Ford vid skrivbordet, den 27 januari 1976. Foto: Karl Schumacher
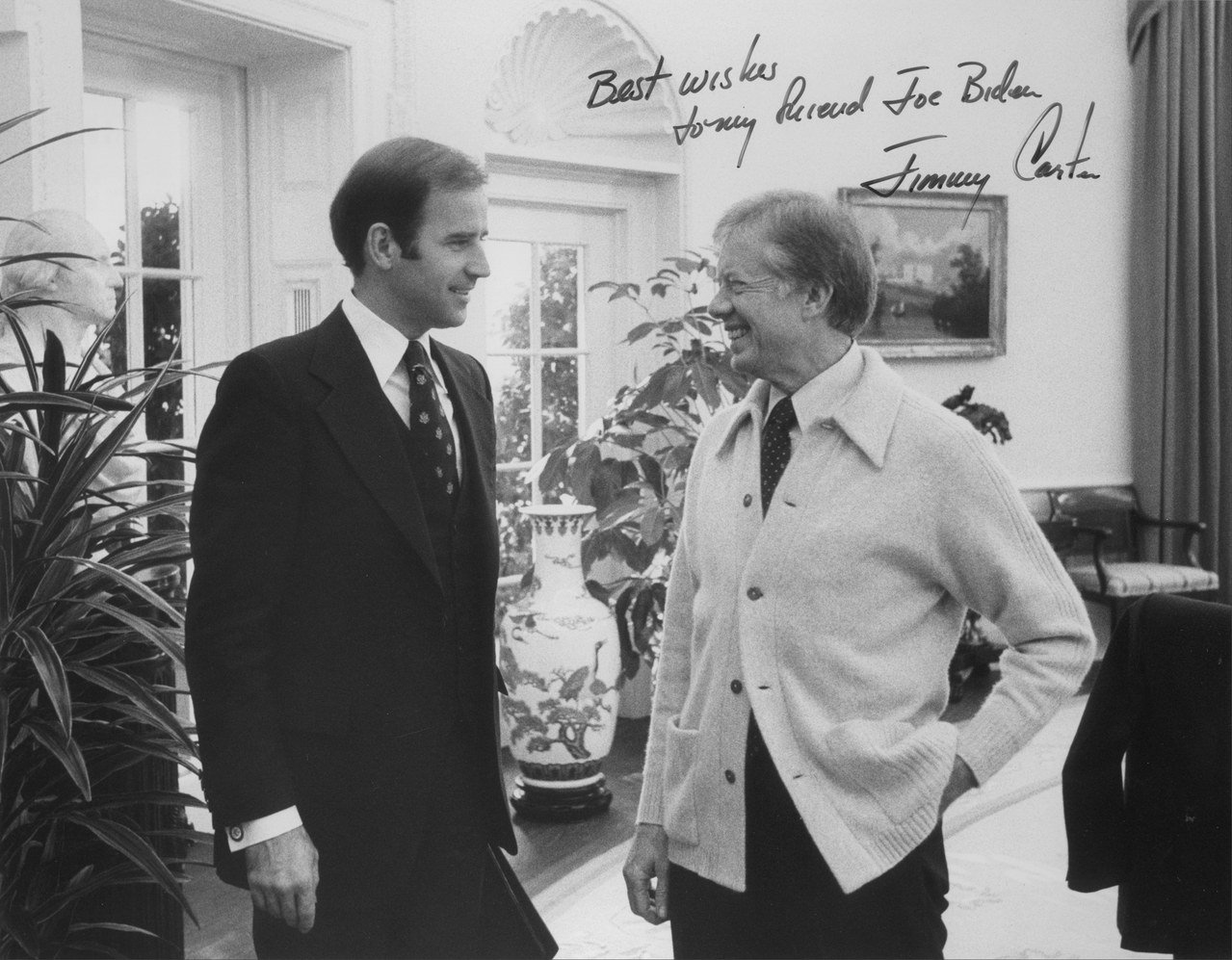
Joe Biden och Jimmy Carter, 1977–1979.
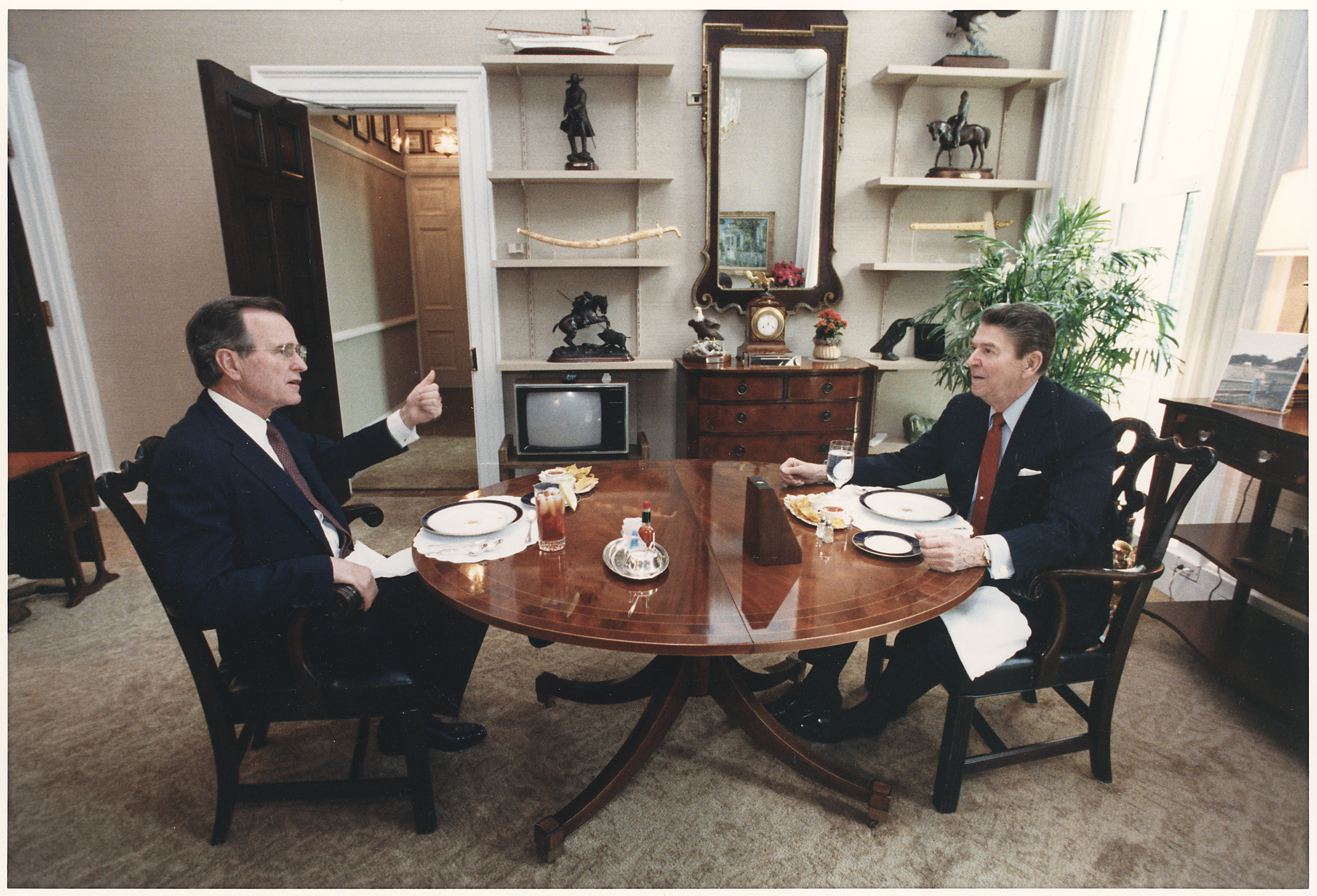
Dåvarande vicepresidenten George H.W. Bush i lunchsamtal med Ronald Reagan i Oval Office Study, den 31 mars 1988.
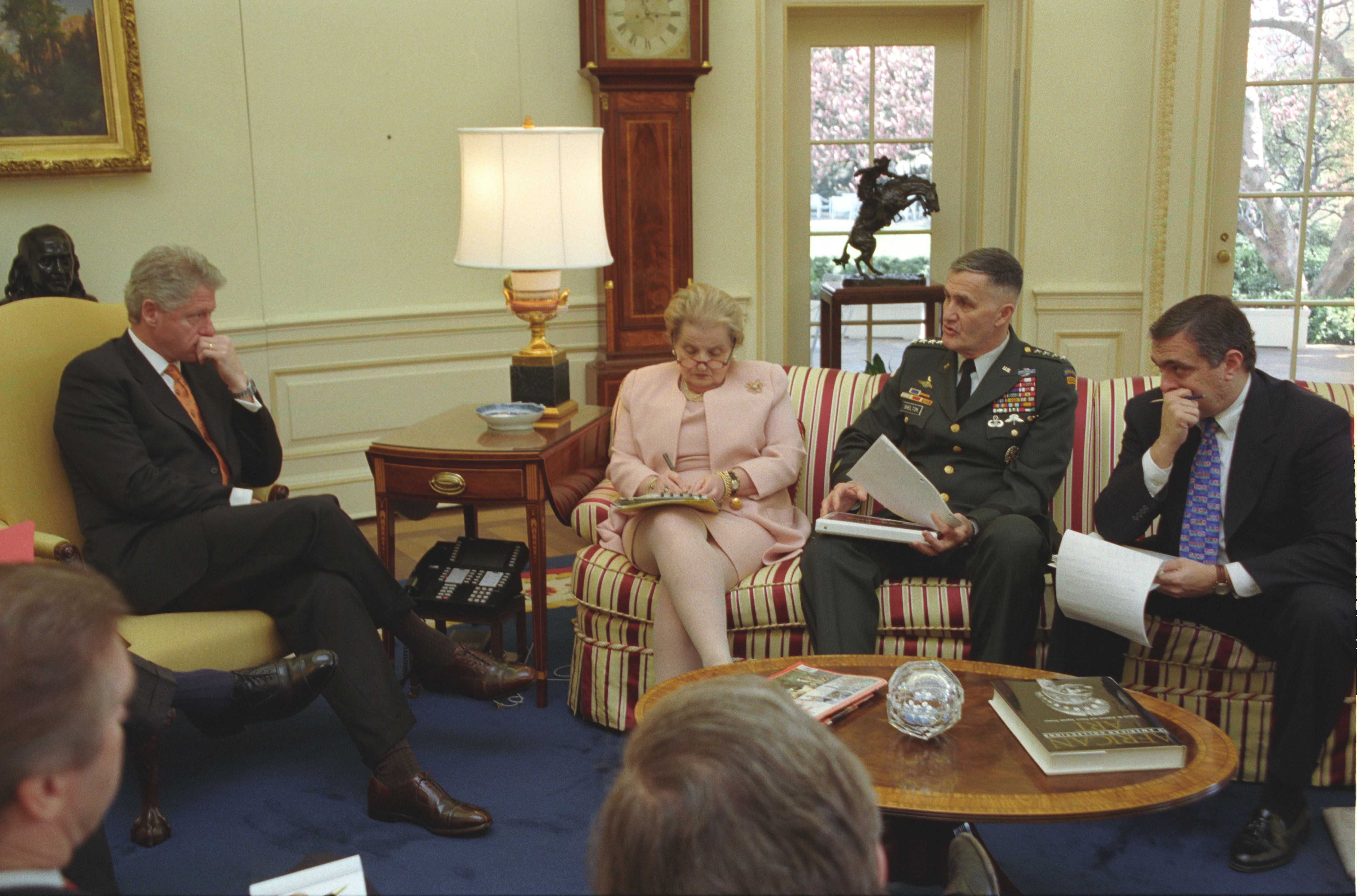
Bill Clinton informeras om situationen i Kosovo den 31 mars 1999. Närvarande är bland andra utrikesministern Madeleine Albright, generalen Hugh Shelton och CIA-chefen George Tenet.
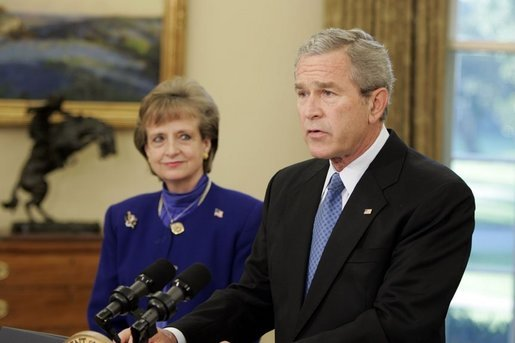
George W. Bush vid nomineringen av Harriet Miers som domare i Högsta domstolen, den 3 oktober 2005.
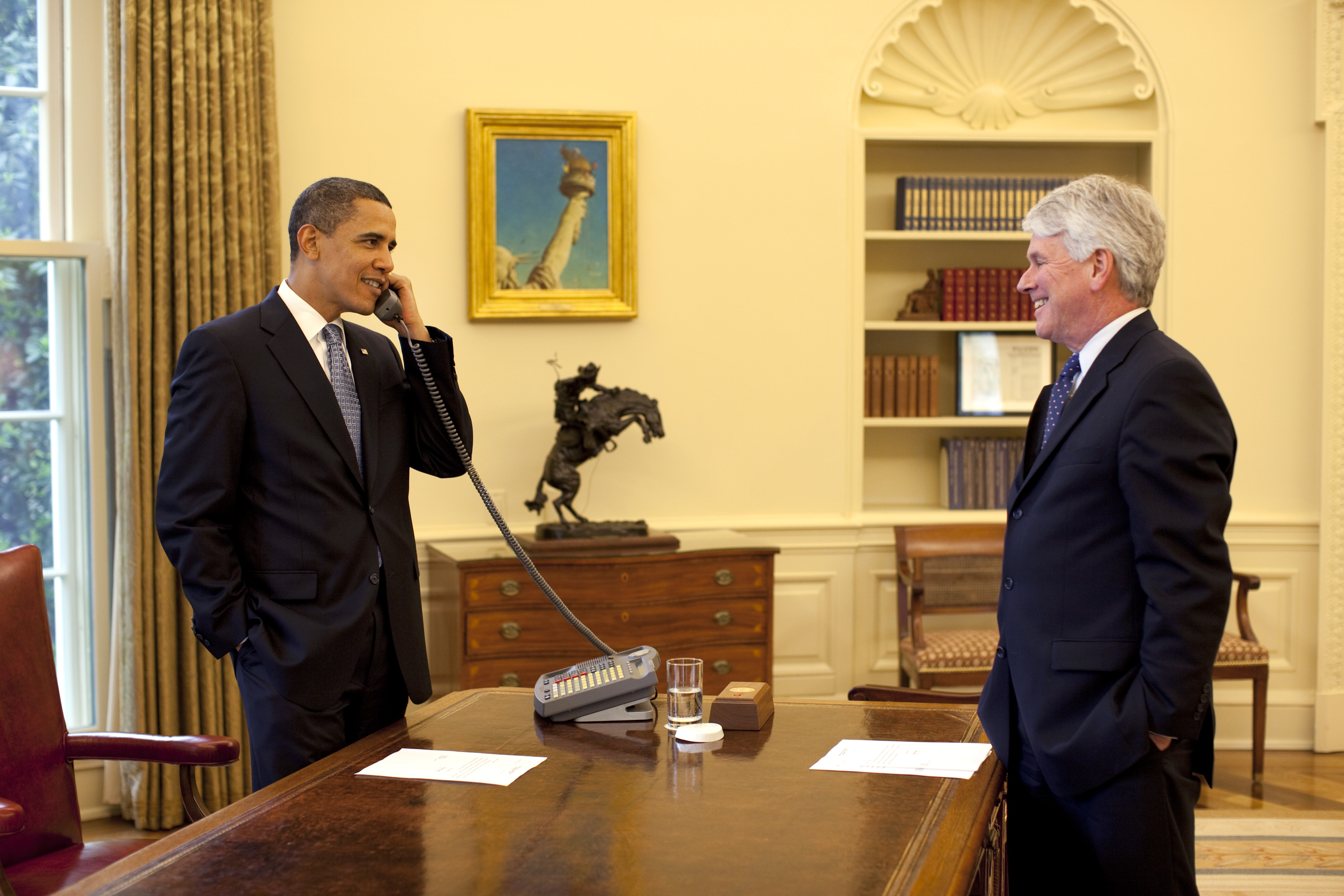
Barack Obama i telefon med domaren David Souter, tillsammans med den juridiske rådgivaren Greg Craig (född 1945), den 1 maj 2009. Foto: Pete Souza
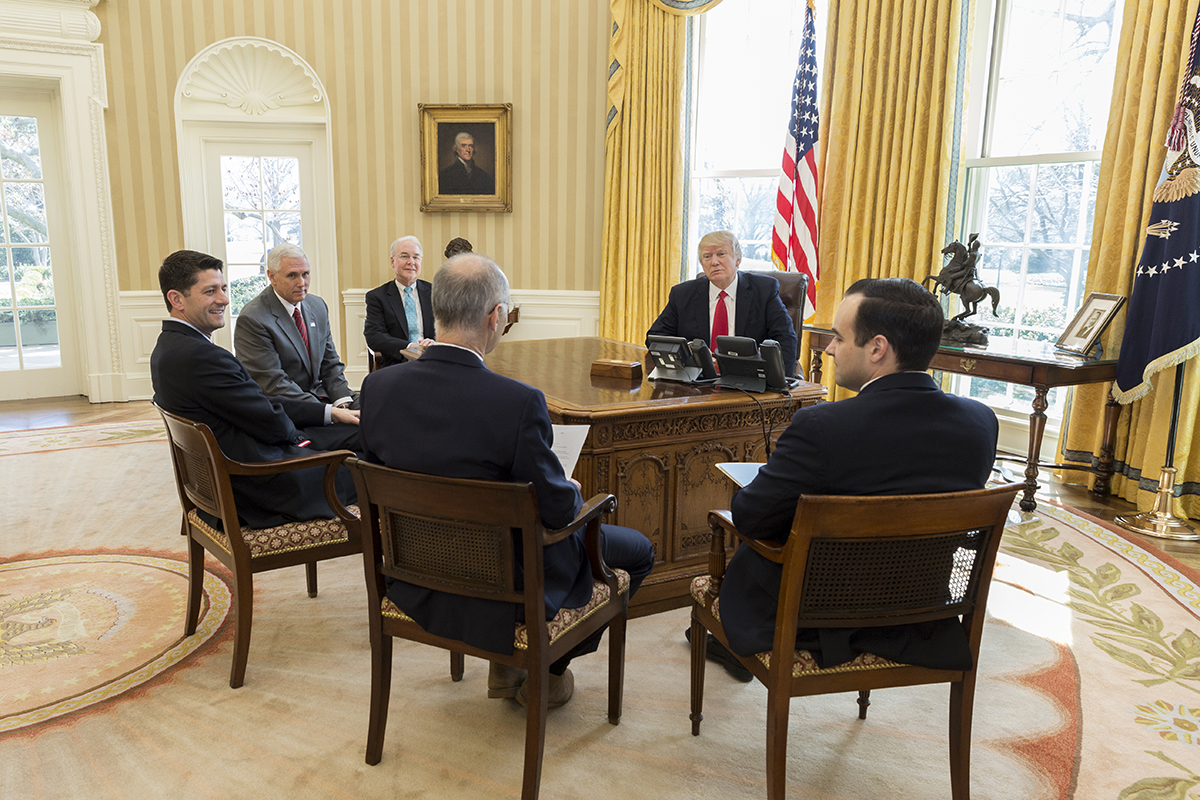
Bronco Buster står på bordet bakom Donald Trump, 2017